# Antonia Thomas
Antonia Laura Thomas (Londres, 3 de novembre de 1986) és una actriu britànica. És coneguda pels seus papers com a Alisha Daniels a la sèrie de comèdia dramàtica Misfits d'E4, Evie Douglas a la sèrie de comèdia Lovesick de Channel 4 / Netflix i la Dra. Claire Browne a la sèrie dramàtica The Good Doctor d'ABC.

## Primers anys
Antonia Laura Thomas va néixer a Londres el 1986, filla de mare jamaicana, Veronica Thomas, psicòloga del NHS, i pare britànic. Té dues germanes grans, una de les quals és Emma Jay Thomas, també actriu. Als 12 anys, es va unir al National Youth Music Theatre, i als 13 anys va fer una gira pel Japó amb la producció musical Pendragon, al costat de Connie Fisher. Va assistir a la Bristol Old Vic Theatre School, graduant-se el 2009 amb una llicenciatura en interpretació, i després es va unir al National Youth Theatre.

## Carrera professional
Thomas va ser escollida com a Alisha Daniels a Misfits el 2009, un dia després de deixar l'Escola de Teatre Bristol Old Vic. Va confirmar la seva sortida de Misfits a finals del 2011, afirmant que s'ho havia passat "increïblement" al programa. El 2012, va aparèixer al videoclip de la cançó de Coldplay "Charlie Brown".
El 2013, Thomas va participar a la pel·lícula Surt el sol a Edimburg, al costat de Peter Mullan.
El 2014, va interpretar el paper d'Evie a la sèrie de televisió britànica de comèdia romàntica Lovesick, que es va emetre a Channel 4 i després a Netflix per a una segona temporada.
El 2015, Thomas va aparèixer al videoclip de la cançó "C'est La Vie" de Stereophonics i va narrar les línies inicials i finals del revival de la sèrie de televisió infantil britànica Teletubbies.
El 2017, va començar a aparèixer com a la Dra. Claire Browne a la sèrie de televisió americana The Good Doctor.

## Filmografia

### Curtmetratges
| Any  | Títol                         | Paper          | Notes                                    |
| ---- | ----------------------------- | -------------- | ---------------------------------------- |
| 2011 | Misfits: Erazer               | Alisha Daniels |                                          |
| 2013 | Air                           | Alex           |                                          |
| 2015 | Isla Traena                   | D              |                                          |
| 2016 | Breaking                      | Anna           |                                          |
| 2016 | The Works                     | Juliet         |                                          |
| 2017 | Homer                         | Lexi           |                                          |
| 2020 | Freedoms Name Is Mighty Sweet | Lucille Hunter | Coguionista, productora adjunta          |
| 2024 | Carry The Wind                | Miriam         |                                          |
| 2024 | Crooked Plow                  | Narradora      | Finalista del Premi Internacional Booker |

### Pel·lícula
| Any  | Títol                        | Paper           | Notes            |
| ---- | ---------------------------- | --------------- | ---------------- |
| 2012 | Eight Minutes Idle           | Adrienne        |                  |
| 2012 | Spike Island                 | Lisa            |                  |
| 2013 | Sunshine on Leith            | Yvonne          |                  |
| 2013 | Hello Carter                 | Mischa          |                  |
| 2014 | Northern Soul                | Angela          |                  |
| 2014 | The Hybrid                   | Steinmann       |                  |
| 2015 | Survivor                     | Naomi Rosenbaum |                  |
| 2016 | FirstBorn                    | Charlie         |                  |
| 2017 | Rearview                     | Nicky           |                  |
| 2021 | All on a Summer's Day        | Nicky           |                  |
| 2022 | Anacoreta                    | Antonia         | També productora |
| 2024 | Bagman                       | Karina          |                  |
| TBA  | Preschool                    | TBA             | [ 13 ]           |
| TBA  | <i id="mwASg">The Scurry</i> | TBA             |                  |

### Televisió
| Any             | Títol                                | Paper                 | Notes                                                                       |
| --------------- | ------------------------------------ | --------------------- | --------------------------------------------------------------------------- |
| 2009–2011       | Misfits                              | Alisha Daniels        | Paper principal; temporades 1–3; 21 episodis                                |
| 2010            | Stanley Park                         | Sadie                 | Telefilm                                                                    |
| 2010            | The Deep                             | Maddy                 | 3 episodis                                                                  |
| 2012            | Homefront                            | Tasha Raveley         | minisèrie; 6 episodis                                                       |
| 2014            | Fleming                              | Cantant de jazz       | 2 episodis                                                                  |
| 2014            | Transporter: The Series              | Ferrara               | Episode: "The Diva"                                                         |
| 2014–2018       | Lovesick                             | Evelyn "Evie" Douglas | Paper principal; 22 episodis                                                |
| 2015            | Els mosqueters                       | Samara                | 2 episodis                                                                  |
| 2015            | The Ark                              | Sabba                 | Telefilm                                                                    |
| 2015–2018       | Teletubbies                          | Narradora/veu Trumpet | 120 episodis                                                                |
| 2016            | The Nightmare Worlds of H. G. Wells  | Isabel Harringay      | Episodi: "The Devotee of Art"                                               |
| 2017–2022, 2024 | The Good Doctor                      | Dr. Claire Browne     | Paper principal (temporades 1–4,), convidada (temporada 5 & 7); 80 episodis |
| 2018            | Snatches: Moments from Women's Lives | Leonie                | Episodi: "Tipping Point"                                                    |
| 2020            | Small Axe                            | Gretl Logan           | Episodi: "Red, White and Blue"                                              |
| 2022            | The Wonderful World of Mickey Mouse  | Narradora (veu)       | Episodi: "The Wonderful Winter of Mickey Mouse                              |
| 2022            | Suspect                              | Maia                  | 8 episodis                                                                  |
| 2022            | Tuca &amp; Bertie                    | (Veu)                 | Episode: "Somebirdy's Getting Married"                                      |
| 2023            | Still Up                             | Lisa                  | Main role                                                                   |

### Vídeos musicals
| Any  | Títol           | Artista(es)   | Director(s)                     | Ref.  |
| ---- | --------------- | ------------- | ------------------------------- | ----- |
| 2012 | "Charlie Brown" | Coldplay      | Mat Whitecross i Mark Rowbotham | [ 7 ] |
| 2015 | "C'est La Vie"  | Stereophonics | Kelly Jones                     |       |

### Teatre
| Any  | Títol                 | Paper | Lloc                  |
| ---- | --------------------- | ----- | --------------------- |
| 2023 | Shooting Hedda Gabler | Hedda | Rose Theatre Kingston |